# Нивакле
Нивакле́ (Ashlushlay, Axluslay, «Chulupe», «Chulupí», «Chulupie», «Churupí», Nivaclé, Nivaklé, Niwaklé) — индейский язык, который относится к матакской семье языков, на котором говорит народ нивакле, проживающий в департаментах Бокерон и Пресиденте-Аес региона Чако в Парагвае, а также на окраинах Тарфагаль и в городе Мисьон-Ла-Пас департаментов Ривадавия и Сан-Мартин провинции Сальта в Аргентине. Также имеет лесной и речной диалекты.